# Liste der Monuments historiques in Avricourt (Moselle)
Die Liste der Monuments historiques in Avricourt führt die Monuments historiques in der französischen Gemeinde Avricourt auf.

## Liste der Bauwerke
| Bezeichnung                                  | Beschreibung                                                                                 | Standort                                    | Kennzeichnung | Schutzstatus | Datum | Bild           |
| -------------------------------------------- | -------------------------------------------------------------------------------------------- | ------------------------------------------- | ------------- | ------------ | ----- | -------------- |
| Bahnhof Nouvel-Avricourt (Deutsch-Avricourt) | ehemaliger Grenzbahnhof; 1875 eröffnet, 1969 geschlossen, Architekt Johann Eduard Jacobsthal | Nouvel-Avricourt, 173 rue de la Gare (Lage) | PA57000044    | Inscrit      | 2019  | weitere Bilder |